# 扬·布洛克黑森
扬·布洛克伊森（荷蘭語：Jan Blokhuijsen，荷蘭語發音：[jɑn ˈblɔkɦœysən]，1989年4月1日—），生于北荷兰省朗戴克南斯哈尔沃德，荷兰男子速度滑冰运动员。布洛克伊森于2009年11月在海伦芬完成个人世界杯分站赛首秀。他在以速度滑冰为主项的同时也有参加競速輪滑的比赛。
2018年平昌冬奥，布洛克伊森获得一枚铜牌，来自于男子追逐赛项目。在该项目比赛结束后，他在记者会上称“希望韩国人善待他们的狗”，批评主办国韩国的狗肉消费，引致韩国网民愤怒，不少网民纷纷指责其种族歧视及不尊重韩国文化。最终布洛克伊森在Twitter上道歉，称自己无意冒犯韩国人，只是关心动物权益的保护。